# Billy Raybould
Pas d'image ? Cliquez ici

a Compétitions nationales et continentales officielles uniquement.

b Matchs officiels uniquement.
William Henry Raybould dit Billy Raybould, né le 6 mars 1944 à Cardiff, est un joueur de rugby gallois évoluant au poste de centre pour le pays de Galles. 

## Biographie
Né à Cardiff, Billy Raybould va à l'école à Cathays HS, puis à l'université de Cardiff et enfin à l'université de Cambridge où il obtient une sélection en 1967 pour le Varsity Match (Blues) en rugby. Il commence à jouer au rugby à XV avec le Cardiff RFC, les London Welsh, le Bridgend RFC avant d'évoluer au Newport RFC à compter de la saison 1969-1970. Il connaît également quatre sélections avec les Barbarians en 1967. Il débute avec le pays de Galles contre l'équipe d'Écosse le 4 février 1967, et il joue son dernier test match contre l'équipe de France le 4 avril 1970.

## Palmarès
- Vainqueur du Tournoi des Cinq Nations en 1970

## Statistiques en équipe nationale
- 11 sélections
- 3 points (1 essai)
- Sélections par année : 5 en 1967, 2 en 1968, 4 en 1970
- tournois des Cinq Nations disputés : 1967, 1968 et 1970